# Нејвер
Нејвер (енгл. River Strathnaver) је река у Уједињеном Краљевству, у Шкотској. Дуга је 29 km. Улива се у Атлантски океан. 